# Ernst August Rumann
Ernst August Rumann (* 3. Juli 1746 in Polle; † 17. Juli 1827 in Hannover) war ein deutscher Jurist und Justizminister des Königreichs Hannover von 1816 bis 1827.

## Leben und Werk

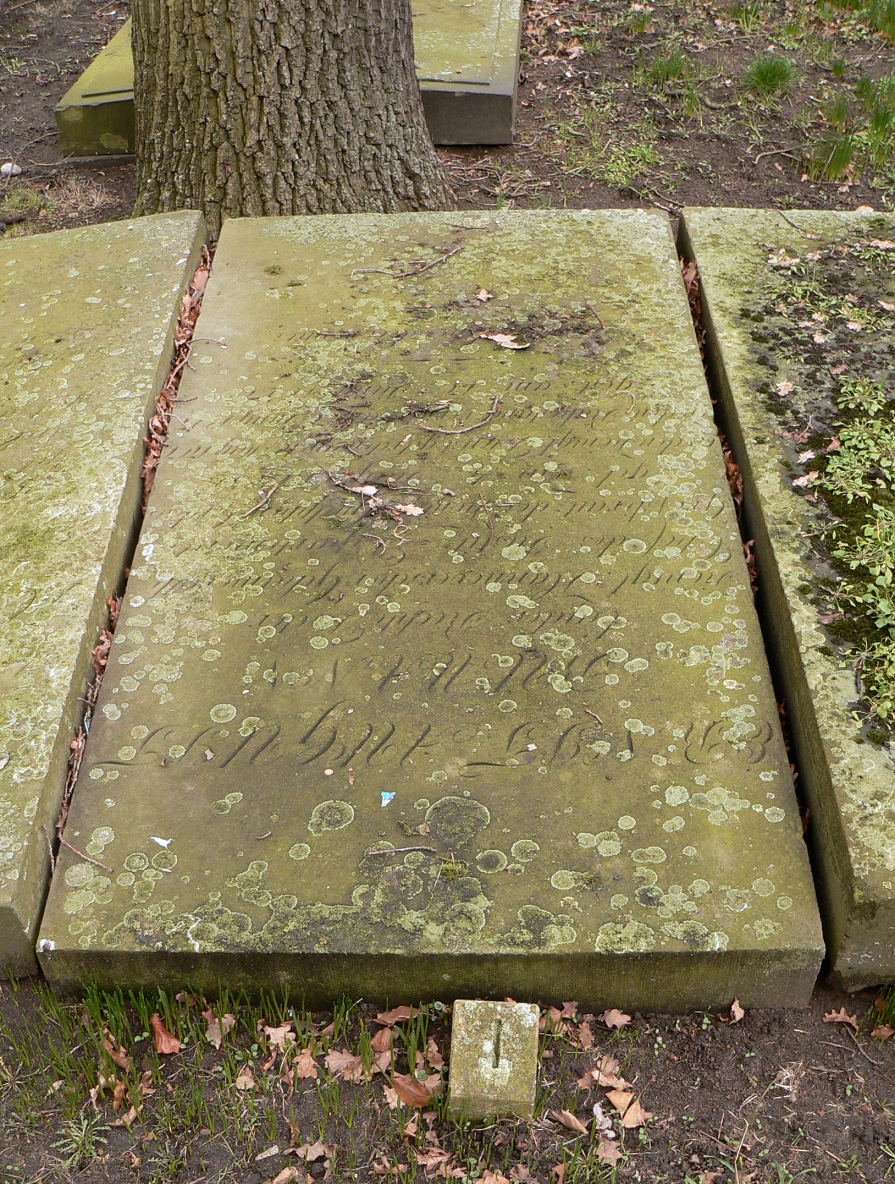
Grabmal auf dem Gartenfriedhof

Rumann studierte seit 1763 an der Universität Göttingen Rechtswissenschaften. Er war Mitglied des Studentenordens Ordre de l'Esperance. Im Jahre 1767 wurde er Auditor in der hannoverschen Justizkanzlei. Der König ernannte Rumann 1783 zum Hofrat und berief ihn zum Mitglied des Oberappellationsgerichtes in Celle, dessen Vizepräsident er 1798 wurde.

### Justizminister des Königreichs Hannover
Nach Auflösung des Königreichs Westphalen wurde Rumann Präsident der Justizkanzlei und 1816 erster Justizminister des neu gebildeten Königreichs Hannover. Er war an einer umfangreichen Gesetzgebung beteiligt. So wurden unter seiner Leitung eine Reform des Strafprozesses, die Wechselordnung von 1822 und der erste Entwurf des Strafgesetzbuches von 1825 geschaffen. Rumann war einer der ersten bürgerlichen hannoverschen Beamten in Führungspositionen.
Rumann starb 1827 in Hannover. Sein Grab befindet sich auf dem dortigen Gartenfriedhof.

## Familie
Die Familie Rumann gehörte im 18. und 19. Jahrhundert zu den sogenannten Hübschen Familien. Die ununterbrochene Stammreihe beginnt mit Hans Rumann, der mit seinem Bruder Thilo, beide Bürger zu Northeim, am 22. Januar 1438 einen Wappenbrief von Herzog Otto Cocles zu Göttingen erhielt, „umme Gunst, Woldat und Denstes willen, de se uns dedan hebben und noch don mogen“. Vorfahren von Rumann waren der Göttinger Bürgermeister Johann Rumann (1534–1607) sowie der Jurist und braunschweigische Hofrat Hildebrand Giseler Rumann (1568–1631). Dessen Sohn, Rumanns Urgroßvater Joachim Christoph Rumann (1627–1682) war Bürgermeister in Northeim, sein Großvater Johann Christoph Rumann (der Jüngere, 1655–1727) erst Rittmeister im herzoglichen Leibregiment, später Stiftsamtmann zu Northeim.
Ernst August Rumann war der Sohn des Amtmannes von Polle an der Weser und späteren Oberamtmannes zu Calenberg, Johann Levin Christoph Rumann (1705–1774) und dessen Ehefrau Elisabeth Magdalene Antoinette geb. Westphal (1716–1778), Tochter des Amtmannes Johann Christoph Westphal (1680–1734) und dessen Ehefrau Anna Philippine geb. Querl († 1729). Rumann hatte noch mehrere Geschwister, u. a.:
- Juliane Magdalene Philippine Rumann (1733–1807) ⚭ 1759 Anton Gottfried Baring (1718–1773), Amtsrichter in Neustadt am Rübenberge, Stammvater des Baring-Rumannschen Zweiges
- Charlotte Henriette Rumann (1742–1809) ⚭ 1769 Rudolf Friedrich Wackerhagen (1721–1804), Sekretär der Justizkanzlei Hannover, später Generalpostsekretär
- Georg Julius Albrecht Rumann (1744–1810), Justizrat, Oberamtmann zu Syke ⚭ 1775 Friederica Dorothea Dommes (1759–1834).

Eine weitere Schwester heiratete den westfälischen Staatsrat und späteren Freiherren Justus Christoph Leist (1770–1858).
Rumann war seit 1776 verheiratet mit der hannoverschen Hofratstochter Henrietta Dorothea Strube (1759–1823), mit der er acht Kinder hatte. Sein Sohn Wilhelm Rumann (1784–1857) wurde hannoverscher Stadtdirektor; sein Sohn August Heinrich Rumann (1788–1873) war Kammerdirektor der Domänenkammer und Hannoverscher Staatsrat.